# 利古里亚美术学院
利古里亚美术学院（Accademia ligustica di belle arti）或热那亚美术学院是位于意大利利古里亚大区首府热那亚的国立美术学院。

## 历史
创立于1751年，在热那亚共和国艺术家和大贵族的倡议下成立。学院结合了教学和博物馆功能于一体。

## 校区
自1831年以来的主校区坐落在卡洛·巴拉比诺（Carlo Barabino）设计的宫殿中。分校区位于公元十世纪由圣殿骑士团建造的圣若望修道院内和1507年建造的世界文化遗产罗利宫殿体系中，面积超过2690平方米。

## 知名校友
- 佩里诺·德尔·瓦加（Perin del Vaga）是拉斐尔的学生，在工作室期间主要从事的装饰梵蒂冈长廊，之后参与绘制了意大利及英国众多宫殿的壁画，热那亚普林西比宫（villa del principe），罗马圣天使堡（Castel Sant'Angelo），总理府（Palazzo della Cancelleria）内都留下了他的杰出作品。
- 乔万·巴蒂斯塔·高利（Giovan Battista Gualli）绘制了大量位于罗马的耶稣会教堂壁画。
- 贝尔纳多·斯特罗齐（Bernardo Strozzi）被认为是意大利巴洛克绘画最重要和最多产的代表之一，为巴洛克艺术的传播作出了贡献，后来成为了威尼斯最受尊敬的画家。
- 多梅尼科·菲亚塞拉（Domenico Fiasella）是安德烈·萨托（Andrea del Sarto）的学生，巴洛克艺术的代表画家。
- 乔瓦尼·贾科莫·德拉·波塔（Giovanni Giacomo Della Porta）著名的古典主义雕塑家、建筑师，是米兰大教堂（Duomo）的建筑师，完成了热那亚圣洛伦索大教堂（Cattedrale di San Lorenzo）的主祭坛。
- 伽利尔摩·德拉·波尔塔（Guglielmo Della Porta）优秀的古典主义雕塑家，米开朗基罗的朋友，两人完成了法尔内塞宫（palazzo Farnese）的雕塑，他修复了古罗马时期著名大力神 （palazzo Farnese）雕像，最早的作品留在了热那亚美术学院。
- 卢卡坎比亚索（Luca Cambiaso）是著名的立体主义、矫饰主义绘画的推动者 。菲利波·帕罗迪 （Filippo Parodi）贝尼尼的学生，巴洛克时期雕塑家。
- 郎世宁（Giuseppe Castiglione）耶稣会修士，长时期于热那亚学习，满清时期康、雍、乾三朝的御用画家，圆明园的设计者之一，极大地影响了满清宫廷绘画和审美趣味。席亚菲·诺贝尔纳多（Schiaffino,Bernardo）是活跃在法国和西班牙的古典主义风格雕塑家。才华洋溢的诸多艺术家汇聚在这个海洋共和国，承前启后开创了属于热那亚的艺术时代。
- 乔瓦尼·安东尼奥（Giovanni Antonio de' Sacchis）被认为是文艺复兴时期最伟大的弗留利画家，在艺术舞台上是威尼斯画派大师提香（Tiziano）的强劲对手和竞争者。
- 拿破仑及波旁王朝御用画师，绘制了大量史诗作品的古典主义风格画家安东尼·让·格罗（Antoine-Jean Baron Gros）1793年移居热那亚。
- 埃内斯托·雷珀（Rayper Ernesto）他是格雷学校的成员，十九世纪下半叶意大利山水画儿更新中无可争议的领导者，奥兰多格罗索将他称为意大利的雕刻王子，在1869年这位画家被任命为热那亚美术学院的院士，在学院内创立了“华丽的自由学派”和“风景学派”。
- 卡洛·巴拉比诺（Carlo Barabino）是十九世纪最重要和最具创造力的热那亚建筑师和城市规划师，在热那亚美术学院接受了他的第一次训练，并于1788年前往罗马学习，从1808年到1811年，他担任热那亚美术学院的装饰专业教授。尼克洛·巴拉比诺 ( Nnicolo Barabino ) 著名画家和设计师，大约于1853年在热那亚美术学院学习，之后于1857前往佛罗伦斯美术学院，善于描绘大型历史题材的壁画。装饰了佛罗伦斯的圣母百花大教堂。
- 亚历山德罗亚·马尼亚斯（Alessandro Magnasco）巴洛克和洛可可时期画家，他的画作以不可思议的风景儿景观中令人不安的戏剧气氛而闻名。朱塞佩·加盖吉（Giuseppe II Gaggini）新古典主义雕塑家，1830年获得了热那亚美术学院的院士席位，在1836他被任命为皇家雕塑家和教授都灵Albertina美术学院，主持建造了都灵和热那亚大量的城市雕塑。
- 卡洛·朱塞佩·蒂（Giovanni Agostino Ratti）著名的画家和著作家，是安东·拉斐尔·门斯（Anton Raphael Mengs）-欧洲所有人誉为新古典主义最大代表者的优秀学生，成为米兰Brera美术学院的院长之后在教宗皮乌斯六世的推荐下当选为热那亚美术学院院长。
- 切萨莱（Cesare Viazzi） 现实主义画家，创造绘画的美术社会推动者，他开始研究艺术的地点为罗马San Luca学院，并在都灵Albertina美术学院进行了学习。1893年，他被任命为教授在热那亚美术学院。
- 吉尔伯托戈维（Gilberto Govi）他被认为是世界各地的伟大演员，方言剧院的创始人。对绘画的兴趣使他参加了热那亚美术学院的课程，这项研究在他作为演员的职业生涯中起到了重要作用。
- 凡妮莎比克罗夫特（Vanessa Beecroft），生活在纽约的英国人，著名当代艺术家。1988年毕业于热那亚美术学院，之后前往米兰Brera美术学院继续深造。她专注于创作“生动的图片”进行艺术表达。